# An-Nawawí
Yahya ibn Xàraf al-Hizamí an-Nawawí aix-Xafií (àrab: يحيى بن شرف الحزامي النووي الشافعي, Yaḥyà b. Xaraf al-Ḥizāmī an-Nawawī ax-Xāfiʿī), més conegut simplement com an-Nawawí (Nawa, octubre de 1233 – 22 de desembre de 1278) va ser un muhàddith o estudiós dels hadits, un alfaquí xafiïta i un lingüista àrab. An-Nawawí va viure 45 anys, Malgrat això, va ser autor de nombroses i llargues obres que van des dels hadit, fins a la teologia, la biografia i la jurisprudència que encara es llegeixen als nostres dies.
An-Nawawí, juntament amb Abu al-Qasim al-Rafi'i, són els principals juristes de l'edat clàssica anterior, coneguts per l'escola xafiita com els Dos Shaykhs (al-Shaykhayn).

## Biografia

### Primers anys
Va néixer a Nawa prop de Damasc, Síria. Igual que amb l'àrab i altres llengües semítiques, l'última part del seu nom fa referència a la seva ciutat natal.
La seva capacitat per als estudis va moure el seu pare a ingressar-lo el 1251 a la madrassa al-Rawahiyya de Damasc, on estudià inicialment medicina i després estudis islàmics.
Yasin bin Yusuf Marakashi, diu: «Vaig veure l'imam Nawawí a Nawa quan era un jove de deu anys. Altres nois de la seva edat solien obligar-lo a jugar amb ells, però l'imam Nawawi sempre evitava l'obra i romandria. ocupat amb la recitació de l'Alcorà. Quan van intentar dominar i van insistir que s'unís als seus jocs, va plorar i va expressar la seva preocupació per la seva estupidesa. En observar la seva sagacitat i profunditat, un amor i un afecte especials es van desenvolupar en el meu cor pel jove Nawawí, em vaig acostar al seu mestre i el vaig instar a tenir una cura excepcional d'aquest noi perquè es convertiria en un gran erudit religiós. Jo era un endeví o un astròleg, li vaig dir que no soc ni un endeví ni un astròleg, però Al·là em va fer pronunciar aquestes paraules». El seu mestre va transmetre aquest incident al pare de l'Imam i tenint en compte la recerca d'aprenentatge del seu fill, va decidir dedicar la vida del seu fill al servei i la promoció de la causa de l'islam.

### Com a erudit
Va estudiar a Damasc des dels 18 anys i després de fer el pelegrinatge l'any 1253, s'hi va establir com a erudit particular.
En 1257 començà a escriure i deu anys més tard fou cridat a succeir Abu-Xama a la dar al-hadith (centre d'estudis dels hadits) de la madrassa al-Aixrafiyya. Durant tota la seva vida va mantenir un règim de vida molt auster i frugal, arribant a rebutjar cobrar un salari per la seva feina, i això malgrat tenir una salut precària.
La seva reputació com a erudit fou molt alta, la qual cosa el va dur a intentar fer de mitjancer entre el sultà mameluc Bàybars i el poble sirià, sotmès a forts impostos militars i entre el primer i els professors de les madrasses quan intentà reduir-los el seu sou; tanmateix, el mateix sultà l'acabà expulsant de Damasc quan an-Nawawí rebutjà signar una fàtua validant la legalitat d'aquelles taxes.

### Professors destacats
Durant la seva estada a Damasc, va estudiar amb més d'una vintena de mestres que eren considerats autoritats de la seva matèria i disciplines que ensenyaven. An-Nawawí va estudiar hadits, jurisprudència islàmica, els seus principis, sintaxi i etimologia. Entre els seus professors hi havia Abu Ibrahim Ishaq bin Ahmad AI-Maghribi, Abu Muhammad Abdur-Rahman bin Ibrahim Al-Fazari, Radiyuddin Abu Ishaq Ibrahim bin Abu Hafs Umar bin Mudar Al-Mudari, Abu Ishaq Ibrahim bin Isa Al-Muqa Kharadi, Abul-Baqa Kharadi. bin Yusuf An-Nablusi, Abul-Abbas Ahmad bin Salim Al-Misri, Abu Abdullah Al-Jiyani, Abul-Fath Umar bin Bandar, Abu Muhammad At-Tanukhi, Sharafuddin Abdul-Aziz bin Muhammad Al-Ansari, Abul-Faraj Abdur-Rahman bin Muhammad bin Ahmad Al-Maqdisi, i Abul-Fada'il Sallar bin Al-Hasan Al Arbali entre d'altres.

## Credo
Va fer ta'wil en uns quants dels versos de l'Alcorà i hadit sobre els atributs d’Al·là. Afirma en el seu comentari d'un hadit que:
| « | Aquest és un dels hadits dels atributs, sobre el qual els estudiosos tenen dues posicions. El primer és tenir fe en ell sense discutir-ne el significat, tot creient en Al·là Altíssim que "no hi ha res semblant a Ell" (Alcorà 42:11), i que està exaltat per sobre de tenir qualsevol dels atributs de les seves criatures. El segon és explicar-ho de manera figurada d'una manera adequada, els estudiosos que mantenen aquesta posició addueixen que l'objectiu del hadit era posar a prova l'esclava: Era ella una monoteista, que afirmava que el Creador, el Disposador, el Doer, és només Al·là i que Ell és el cridat quan una persona que fa una súplica (du'a) s'enfronta al cel, tal com els que fan la pregària (salat) s'enfronten al cel. Kaaba, ja que el cel és la qibla dels qui supliquen, com la Kaaba és la qibla dels que fan l'oració, o era una adoradora dels ídols que van posar davant d'ells mateixos? Així que quan va dir: Al cel, era evident que no era una adoradora d'ídols. | » |

## Relació amb Baybars
An-Nawawí va provocar dues vegades la ira del sultà mameluc Rukn al-Din Baybars. Una vegada, en un moment en què la gent de Damasc buscava alleujament d'una pesada càrrega fiscal després d'una sequera d'uns anys, An-Nawawí va escriure que si Baybars no deixava d'imposar impostos als seus residents de manera abusiva, Al·là gravarà la seva fes en el més enllà. Això va fer que Baybars amenacés de expulsar-lo de Damasc. A això, va respondre:
| « | "En quant a mi, les amenaces no em perjudiquen ni signifiquen res per a mi. No m'impediran aconsellar el governant, perquè crec que això és obligatori per a mi i per als altres". | » |

El xeic Navaid Aziz va declarar una història popular de quan An-Nawawí es va dirigir al sultà Baybars quan aquest volia que l'ulama emetés una fatwa que decretés que el waqf es recollia únicament per al governant, tot i que originàriament estava destinat al poble. An-Nawawí com a resposta el va renyar, instant-lo a tenir por d'Al·là i controlar la seva cobdícia, que el sultà va acceptar. Algunes persones van preguntar a Baybars per què no va empresonar An-Nawawí com a represàlia, a la qual cosa Baybars va respondre que cada vegada que pensava a tancar An-Nawawí, una por va fluir pel seu cor. En ambdues trobades, Baybars va respectar el consell d'An-Nawawí.

## Mort i llegat
Va morir a la seva ciutat natal de Nawa, on és enterrat en una tomba que, segons els seus desitjos, es va fer arran de terra i no prominent.

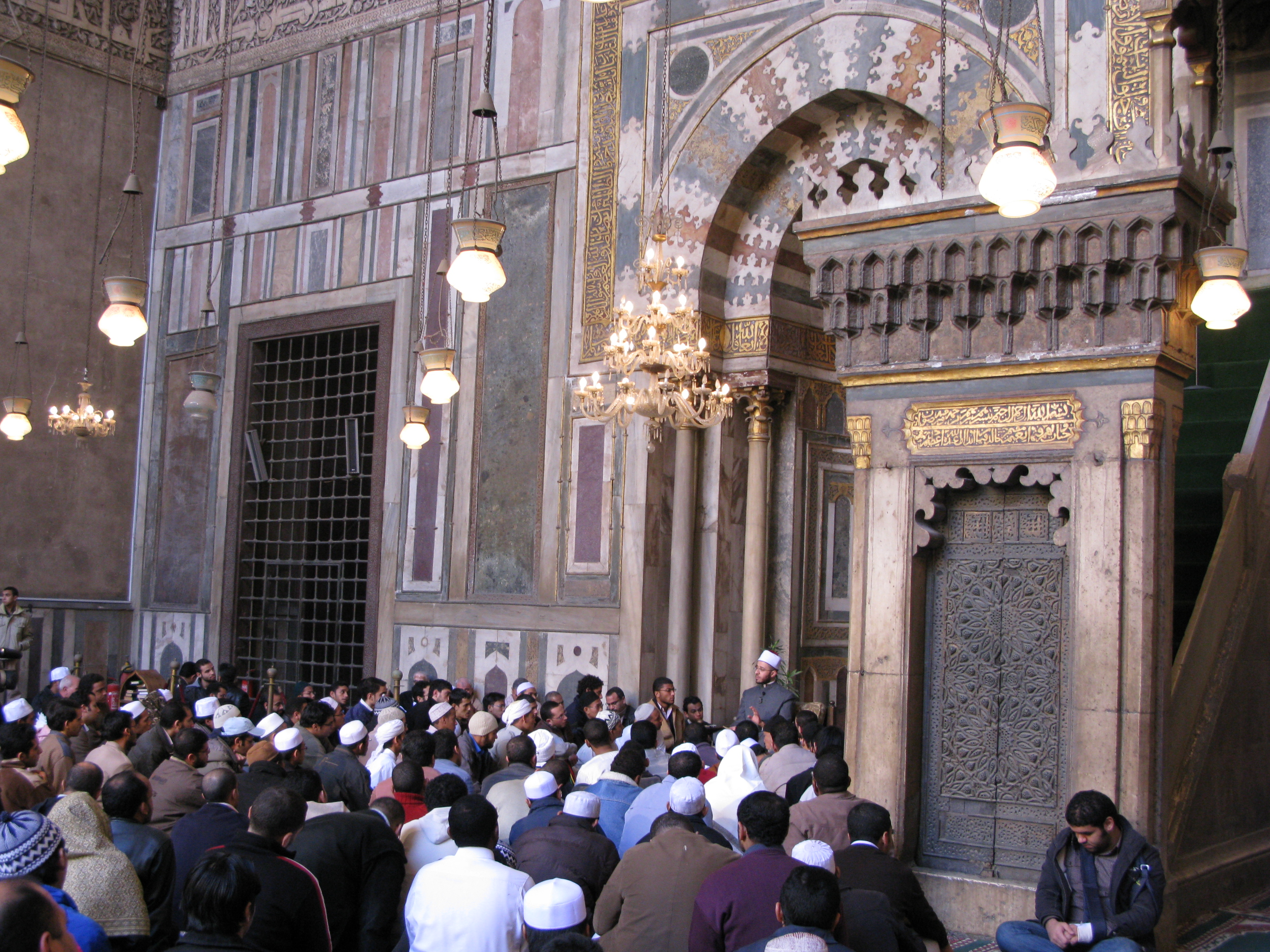
Els quaranta hadiz de l'imam Nawawi van ensenyar a la mesquita-madrassa del sultà Hassan al Caire, Egipte

El llegat perdurable d'An-Nawawi és la seva contribució a la literatura hadit a través de les seves obres transcendentals Quaranta Hadiths i Riyadh as-Saaliheen. Això el va fer respectar en tots els madhabs, malgrat que fos de la jurisprudència xafi'i. Segons Al-Dhahabi, la concentració i absorció de l'imam Nawawi en l'amor acadèmic va guanyar fama proverbial. Havia dedicat tot el seu temps a l'aprenentatge i a la beca. A part de llegir i escriure, va dedicar el seu temps a contemplar els problemes interaccionats i complexos i a trobar-ne les solucions. Ulema l'elogien per 3 característiques:
1. El seu nivell de beca. Escriu més de 40 pàgines diàries de 18 a 45 anys. Estudiar contínuament durant 12 hores i després ensenyar 12 hores més als 18-20 anys a Damasc.[14]

1. El seu ascetisme. No casar-se per por de fallar el dret de la seva dona, falta d'amor per dunya, adoració constant a Al·là, Dhikr constant.

1. El seu afany per ordenar el bé i prohibir el mal.[14] Com es va fer amb el sultà al -Baibars.

### Destrucció de la tomba
El 2015, durant la guerra civil siriana en curs, la seva tomba va ser enderrocada pels rebels vinculats a Al Nusra.

## Obra
An-Nawawí encara manté una gran reputació pel seu coneixement de la Tradició i per haver adoptat uns estàndards molt estrictes en els seus estudis religiosos. Tot i que analitzà les obres de força tradicionistes, és especialment valorat el seu comentari del Sahih de Múslim, en la introducció del qual hi escriu una història de la transmissió del Sahih i un esquema de la ciència de la Sunna.
És encara més valorat com a jurista xafiïta. De fet, en cercles xafiïtes, la seva obra Minhaj at-talibín (1270/1271) es distingeix com una de les de més autoritat, juntament amb l'obra d'ar-Rafií; en aquest sentit, des del segle xvi, dos comentaris d'aquesta obra, Tuhfa d'Ibn Hàjar i Nihaya d'ar-Ramlí, es consideren els dos manuals de dret xafiïta per excel·lència. No és la seva única obra jurídica destacable i també cal esmentar-ne els comentaris a l'obra de Xirazí o els d'Al-Wassit d'al-Ghazalí (obra perduda), o una col·lecció de fatues que també n'inclou del seu deixeble Ibn al-Attar.
La seva obra biogràfica i gramatical es plasma en les obres Tahdhib al-asmà wa-l-lughat i At-tahrir fi alfadh at-tanbih (1272), mentre que les seves tendències místiques en obres com Kitab al-adhkar (1268/1269), sobre les pregàries, i Riyad as-salihín (1271/1272).

### Llista d'obres
Durant la seva vida de 45 anys va escriure "almenys cinquanta llibres" sobre estudis islàmics i altres temes. Alguns erudits van comptar les pàgines que va escriure i van calcular que escrivia més de 40 pàgines diàries des dels 18 anys fins a la seva mort. Alguns dels seus escrits encara s'aconsegueixen molt, ja que cap autor l'ha substituït en aquests escrits. Aquests són:
- Al Minhaj bi Sharh Sahih Muslim (شرح صحيح مسلم), fent ús d'altres abans que ell, i es considera un dels millors comentaris sobre Sahih Muslim. Està disponible en línia.[22]
- Riyadh as-Saaliheen (رياض الصالحين); col·lecció de hadith sobre ètica, costums, conducta, popular al món musulmà.
- al-Majmu' sharh al-Muhadhab (المجموع شرح المهذب), és un manual complet de llei islàmica segons el xafi'i school ha estat editat amb traducció al francès de van den Bergh, 2 vols., Batavia (1882–1884), i publicat a El Caire (1888).
- Minhaj al-Talibin (منهاج الطالبين وعمدة المفتين في فقه الإمام الشافعي), a classical manual on Islamic Law according to Shafi'i fiqh.
- Tahdhib al-Asma wa'l-Lughat (تهذيب الأسماء), editat com a Diccionari biogràfic d'homes il·lustres principalment a l'inici de l'islam (àrab) de F. Wüstenfeld (Göttingen, 1842–1847).[23]
- Taqrib al-Taisir (التقريب والتيسير لمعرفة سنن البشير النذير), una introducció a l'estudi de hadits, és una extensió de Ib's'n al- 'Muqaddimah, es va publicar a El Caire, 1890, amb el comentari de Suyuti "Tadrib al-Rawi". Ha estat en part traduït al francès per W. Marçais al Journal asiatique, sèrie ix., vols. 16–18 (1900–1901).[23]
- al-Arbaʿīn al-Nawawiyya (الأربعون النووية) - 'Quarenta hadiths', col·lecció de quaranta-dues tradicions fonamentals, publicada freqüentment juntament amb nombrosos comentaris.[23]
- Ma Tamas ilayhi hajat al-Qari li Saheeh al-Bukhaari (ما تمس إليه حاجة القاري لصـحيح البـخاري)
- Tahrir al-Tanbih (تحرير التنبيه)
- Kitab al-Adhkar (الأذكار المنتخبة من كلام سيد الأبرار); col·lecció de súpliques del profeta Mahoma.
- al-Tibyan fi adab Hamalat al-Quran (التبيان في آداب حملة القرآن)
- Adab al-fatwa wa al-Mufti wa al-Mustafti (آداب الفتوى والمفتي والمستفتي)
- al-Tarkhis fi al-Qiyam (الترخيص بالقيام لذوي الفضل والمزية من أهل الإسلام)
- Manasik (متن الإيضاح في المناسك) en els rituals del Hajj.
- al-Hatt ala al-Mantiq (الحت على المنطق) - 'La insistència en la lògica', escrit per abordar les crítiques epistemològiques i històriques de la lògica
- Sharh Sunan Abu Dawood
- Sharh Sahih Bukharí
- Mukhtasar at-Tirmidhi
- Tabaqat ash-Shafi'iyah
- Rawdhat al-Talibeen
- Bustan al-`arifin
- Al-Maqasid[24]